# List Kasandry
List Kasandry − list wystosowany przez Lajosa Kossutha do Ferenca Deáka i innych polityków węgierskich w okresie przekształceń Cesarstwa Austrii w dualistyczne Austro-Węgry, w którym Kossuth krytykował ideę ustępstw i współpracy z władzami habsburskimi oraz przestrzegał przed katastrofą, jaką miało być wciągnięcie tak powstałych Węgier do wojny po stronie Austrii.